# Черёмуховское сельское поселение
Черемуховское се́льское поселе́ние — муниципальное образование в Новошешминском районе Татарстана Российской Федерации.
Административный центр — село Слобода Черемуховая.

## История
Статус и границы сельского поселения установлены Законом Республики Татарстан от 31 января 2005 года № 36-ЗРТ «Об установлении границ территорий и статусе муниципального образования "Новошешминский муниципальный район" и муниципальных образований в его составе».

## Население
| 2010 | 2011 | 2012 | 2013 | 2014 | 2015 | 2016 |
| ---- | ---- | ---- | ---- | ---- | ---- | ---- |
| 701  | ↘700 | ↘675 | ↘655 | ↘640 | ↗650 | ↗651 |
| 2017 | 2018 |      |      |      |      |      |
| ↘634 | ↘618 |      |      |      |      |      |

## Состав сельского поселения
| № | Населённый пункт    | Тип населённого пункта       | Население |
| - | ------------------- | ---------------------------- | --------- |
| 1 | Слобода Черемуховая | село, административный центр | ↘634      |